# Dobay Dezső
Dobay Dezső (Budapest, 1955. április 25. – Budapest, 2014. október 11.) rendező, színházigazgató, dramaturg, műfordító. Lábán Katalinnal az R.S.9. Stúdiószínház alapítója, igazgatója és rendezője.

## Családja
A nemesi származású dobói Dobay család sarja. Apja dobói Dobay Dezső (1925–2000), anyja Örömy Mária. Az apai nagyszülei dobói Dobay Dezső (1896–1979), hadbiztos ezredes, és a nemesi persai Persay családból való persai Persay Anikó (1897–1950) voltak. Az anyai nagyszülei Örömy László
(1899–1970), a Vegyészeti és Fémkereskedelmi Részvénytársaság cégvezetője voltak. és Hollmayer Ilona (1905–1961) voltak. Dobay Dezsőné Örömy Máriának a dédapja Örömy József (1932–1918) magyar építőmester, építész volt. Dobay Dezső rendezőnek, színház-igazgatónak az apai nagyanyai dédszülei dr. persai Persay Ferenc (1854–1937), Bars vármegye utolsó magyar alispánja, Bars vármegye tiszti főügyésze, hírlapíró, az irredentista Honvédelmi Párt korelnöke, a III. osztályú Polgári Hadi Érdemkereszt tulajdonosa, jogász, és Rakovszky Margit (1874–1953) voltak.

## Élete és munkássága
1973-ban a Kossuth Zsuzsa Gimnázium német tagozatán érettségizett.
A budapesti Semmelweis Orvostudományi Egyetemen szerzett orvosi diplomát. 1979-1984 között a Magyar Tudományos Akadémia Pszichológiai Intézetében dolgozott agykutatóként, majd 1983-1988 között a Szkéné Színházban műfordítóként, dramaturgként és rendezőként. 1987-ben Lábán Katalin rendezővel úgy döntöttek, hogy saját színházat alapítanak. A Soros Alapítvány támogatásával a Rumbach Sebestyén utca 9. számú ház pincéjében alakították ki az R.S.9. Stúdiószínházat, melynek első előadására 1990. március 17-én került sor Witold Gombrowicz: Operettka.
A Dobay Dezső és Lábán Katalin által vezetett alternatív, független színház többek között olyan szerzők műveit állította színpadra mint 
- Fernando Arrabal: A két hóhér
- Samuel Beckett: Színház I., Rádió I., Kísértet trió, Nacht und Träume, Jövés-menés
- Anton Pavlovics Csehov: Sirály
- Esterházy Péter-Darvas Ferenc: Daisy
- Karátson Gábor: Ötvenhatos darab
- A. A. Milne: Micimackó
- Móra Ferenc: Kincskereső kisködmön
- Nádas Péter: Temetés
- Podmaniczky Szilárd: Beckettre várva

Dobay Dezső rendezéseit számos európai országban bemutatták, többek között Lengyelországban, Svédországban, Skóciában, Romániában és Szlovákiában.
A Színházi adattárban regisztrált bemutatóinak száma: szerzőként: 4; dramaturgként: 4; rendezőként: 20.